# Technicon-complex

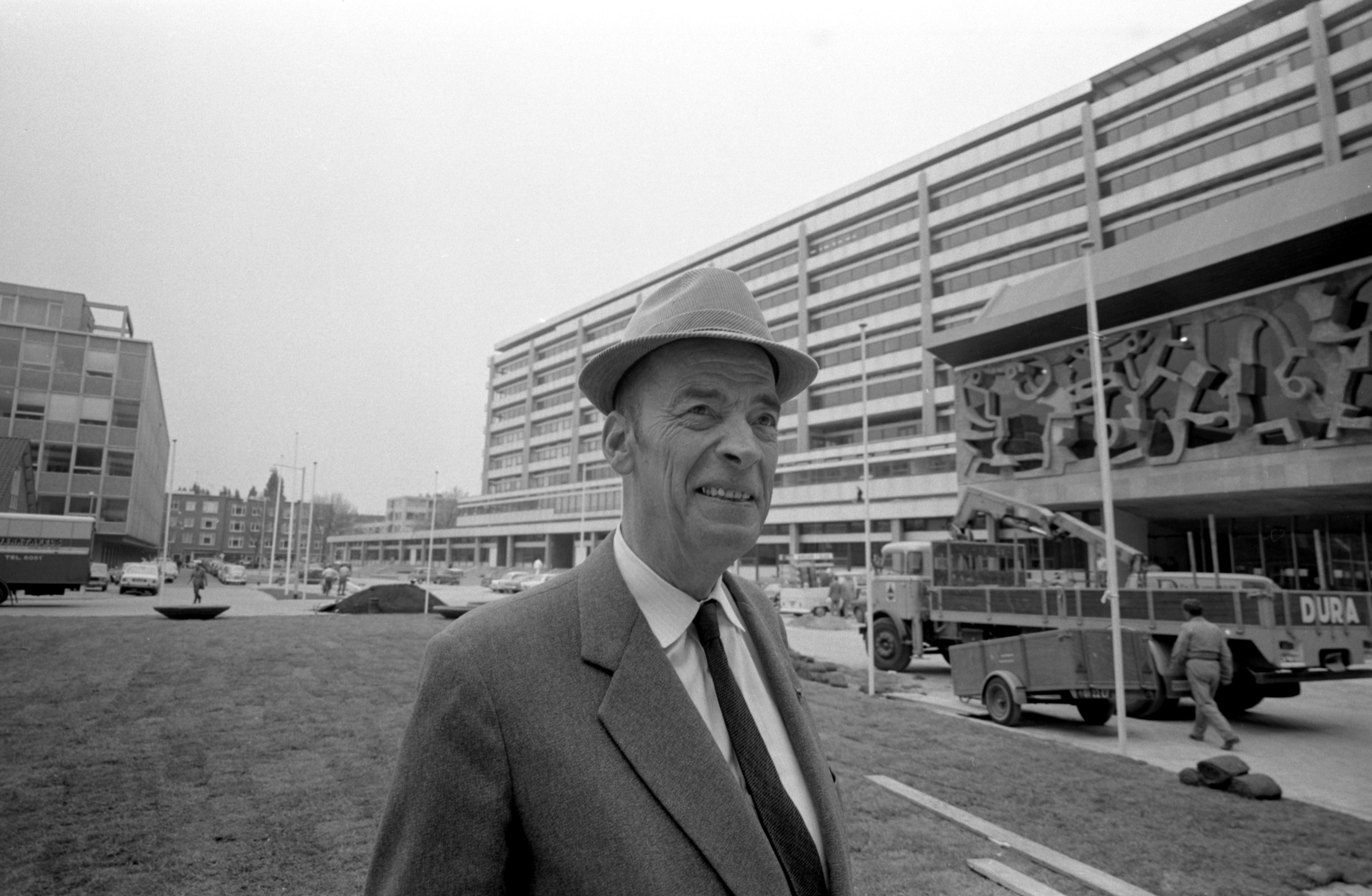
Architect Maaskant voor het complex in 1970

Het Technicon-complex is een scholencomplex in de Rotterdamse wijk Agniesebuurt en werd ontworpen door de architect H. A. Maaskant.
Het werd, samen met de nabij gelegen sporttoren Akragon, in fasen gebouwd tussen 1955 en 1971. Door geldgebrek heeft de bouw een groot aantal jaren stilgelegen.
Dagelijks bezoeken ongeveer 10.000 leerlingen de diverse scholen van dit complex.
Ook het Jeugdtheater Hofplein is in dit gebouw ondergebracht.
In de voorgevel is door Karel Appel, in nauwe samenwerking met architect Maaskant, een raam van gekleurd glas in beton aangebracht.